# Жаксон Олівейра
Жаксон Олівейра (порт. Jackson Rondinelli, 20 травня 1994) — бразильський стрибун у воду.
Учасник Олімпійських Ігор 2016 року, де в синхронних стрибках з 10-метрової вишки посів 8-ме (останнє) місце.